# Monti della Laga
De Monti della Laga is een bergketen op de grens van de Italiaanse regio's Abruzzo, Le Marche en Latium. Tevens lopen over de 24 kilometer lange bergkam de grenzen van de provincies Teramo, Ascoli Piceno en Rieti.
De bergketen wordt van het nabije Gran Sassomassief gescheiden door het nauwe dal van de rivier de Vomano dat uitloopt op de 1299 meter hoge Passo delle Capannelle. Ten zuiden van de Monti della Laga ligt het stuwmeer Lago di Campotosto.
De hoogste top van het gebergte is de 2458 meter hoge Monte Gorzano, tevens het hoogste punt van de regio Latium. Andere belangrijke toppen zijn van noord naar zuid de Macera della Morte (2073 m), Pizzo di Sevo (2419 m), Cima Lepri (2445 m), Pizzo di Moscio (2411 m) en ten slotte de Monte di Mezzo (2155 m). Het gebergte laat in iedere regio een ander gezicht zien. De hellingen in Lazio zijn steil en rijk aan kloven, de Marchese zijde oogt hard en in Abruzzo juist weer zachter met afgeronde toppen.
De Monti della Laga zijn rijk aan water. De belangrijkste rivier die er ontspringt is de Tordino die 60 kilometer verder bij Giulianova in Adriatische Zee uitstroomt. Verder is het gebied rijk aan kleine bergmeren en watervallen. Sinds 1991 maakt het gebergte deel uit van het Nationaal Park Gran Sasso e Monti della Laga. In het gebied komen onder meer de Apennijnse wolf, zwijn en sporadisch de Bruine beer voor. Ook de flora is er zeer rijk.

## Gemeenten in het gebergte
- Amatrice
- Acquasanta Terme
- Valle Castellana
- Rocca Santa Maria
- Cortino
- Crognaleto
- Campotosto